# Liste des œuvres de Maurice Ravel

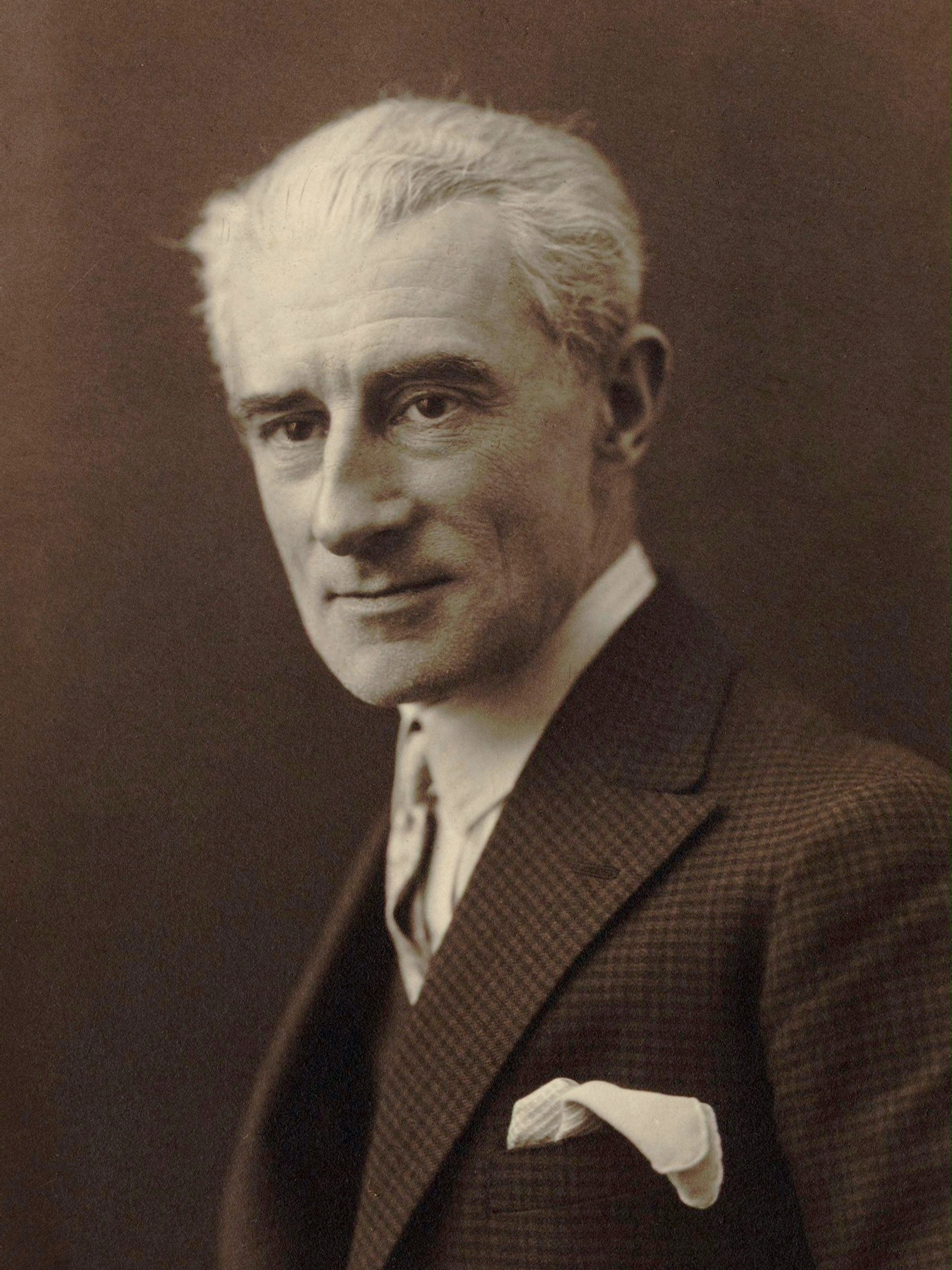
Maurice Ravel vers 1925.

Cet article répertorie les compositions de Maurice Ravel (1875-1937). À la différence de certains de ses contemporains, comme Albert Roussel, l'auteur du Boléro n'a jamais employé de numérotation par opus. Le catalogue complet a été établi par le musicologue français Marcel Marnat. On désigne ainsi les œuvres de Ravel selon la numérotation de M.1 à M.85 (et les arrangements de A.1 à A.26). Par ailleurs, Maurice Ravel a réalisé d'importants arrangements d'œuvres d'autres compositeurs, harmonisations de chants traditionnels, réductions pour piano ou orchestrations, dont les Tableaux d'une exposition d'après Moussorgski est l'exemple le plus célèbre.

## Catalogue selon la numérotation de Marcel Marnat

### Compositions originales
- M.1, Mouvement de sonate pour piano (1888), perdu
- M.2, Variations sur un thème de Grieg (La mort d'Åseli) pour piano (1888)
- M.3, Variations sur un thème de Schumann (Choral "Freu dich, o meine Seele" de l'Album pour la jeunesse, op. 68) pour piano (1888)
- M.4, Ballade de la reine morte d'aimer, mélodie pour chant et piano sur un poème de Roland de Marès (1893)
- M.5, Sérénade grotesque pour piano (1892–93)
- M.6, Un grand sommeil noir, mélodie pour chant et piano (voix grave) sur un poème de Paul Verlaine (1895)
- M.7, Menuet antique pour piano (1895, orchestré en 1929)
- M.8, Habanera pour deux pianos (1895, intégrée dans Sites auriculaires, orchestrée dans la Rapsodie espagnole en 1907)
- M.9, Sainte, mélodie pour chant et piano sur un poème de Stéphane Mallarmé (1896)
- M.10, D'Anne jouant de l'espinette, mélodie pour chant et piano (ou clavecin) sur un poème de Clément Marot (1896, publié dans Deux épigrammes de Clément Marot en 1900)
- M.11, La Parade pour piano (1896)
- M.12, Sonate no 1 pour violon et piano (1897, posthume, un seul mouvement conservé)
  1. Allegro
- M.13, Entre Cloches pour deux pianos (1897, intégré dans Sites auriculaires)
- M.14, Valse en ré majeur pour piano (1898)
- M.15, Chanson du rouet, mélodie pour chant et piano sur un poème de Leconte de Lisle (1898)
- M.16, Si morne !, mélodie pour chant et piano sur un poème de Émile Verhaeren (1898)
- M.17, Shéhérazade, « ouverture de féerie » pour orchestre (1898)
- M.18, Olympia, opéra d'après L'Homme au sable d'E. T. A. Hoffmann (1898–99), esquisses (la Symphonie horlogère reprise en introduction de L'Heure espagnole en 1907)
- M.19, Pavane pour une infante défunte pour piano (1899, orchestrée en 1910)
- M.20, Fugue pour piano (1899), exercice de concours pour le Prix de Rome, perdue
- M.21, D'Anne qui me jecta de la neige, mélodie pour chant et piano sur un poème de Clément Marot (1899, publié dans Deux épigrammes de Clément Marot en 1900)
- M.22, Callirhoé, cantate pour le Prix de Rome (1900), perdue pour partie
- M.23, Fugue en ré majeur pour piano (1900), exercice de concours pour le Prix de Rome
- M.24, Fugue à quatre voix sur un thème de Reber en fa majeur pour piano (1900), exercice de concours pour le Prix de Rome
- M.25, Les Bayadères (cantate pour le Prix de Rome) pour soprano, chœurs et orchestre (1900)
- M.26, Prélude et fugue pour piano (1900), exercice de concours pour le Prix de Rome, perdu
- M.27, Fugue en fa majeur pour piano (1900), exercice de concours pour le Prix de Rome
- M.28, Tout est lumière (exercice pour le Prix de Rome) pour soprano, chœurs et orchestre (1900)
- M.29, Myrrha (cantate pour le Prix de Rome) pour soprano, ténor, baryton et orchestre (1901)
- M.30, Jeux d'eau pour piano (1901)
- M.31, Semiramis (cantate pour le Prix de Rome, 1902), perdue pour partie
- M.32, Fugue en si bémol majeur pour piano (1902), exercice de concours pour le Prix de Rome
- M.33, La Nuit (exercice pour le Prix de Rome) pour soprano, chœurs et orchestre (1902)
- M.34, Alcyone (cantate pour le Prix de Rome), pour soprano, alto, ténor et orchestre (1902)
- M.35, Quatuor à cordes (1902–03)
  1. Allegro moderato, très doux
  2. Assez vif, très rythmé
  3. Très lent
  4. Vif et agité
- M.36, Fugue en mi mineur pour piano (1903), exercice de concours pour le Prix de Rome
- M.37, Matinée en Provence (exercice pour le Prix de Rome) pour soprano, chœurs et orchestre (1903)
- M.38, Alyssa (cantate pour le Prix de Rome), pour soprano, ténor, baryton et orchestre  (1903)
- M.39, Manteau de fleurs, mélodie pour chant et piano sur un poème de Paul Gravollet (1903)
- M.40, Sonatine pour piano (1903–05)
  1. Modéré
  2. Mouvement de menuet
  3. Animé
- M.41, Shéhérazade, trois mélodies pour chant et orchestre sur des poèmes de Tristan Klingsor (1903)
  1. Asie
  2. La Flûte enchantée
  3. L'Indifférent
- M.42, Menuet en do dièse mineur pour piano (1904)
- M.43, Miroirs pour piano (1904–05)
  1. Noctuelles
  2. Oiseaux tristes
  3. Une barque sur l'océan (orchestré en 1906)
  4. Alborada del gracioso (orchestré en 1918)
  5. La Vallée des cloches
- M.44, Fugue en do majeur pour piano (1905), exercice de concours pour le Prix de Rome
- M.45, L'Aurore  (exercice pour le Prix de Rome) pour ténor, chœurs et orchestre (1905)
- M.46, Introduction et Allegro pour harpe, flûte, clarinette et quatuor à cordes (1905)
- M.47, Noël des jouets, mélodie pour chant et piano sur un poème de Ravel (1905, orchestrée en 1906 puis de nouveau en 1913)
- M.48, Les grands vents venus d'outremer, mélodie pour chant et piano sur un poème d'Henri de Régnier (1907)
- M.49, La Cloche engloutie, opéra (1906–12), esquisses
- M.50, Histoires naturelles, cinq mélodies pour chant et piano sur des poèmes de Jules Renard (1906)
  1. Le Paon
  2. Le Grillon
  3. Le Cygne
  4. Le Martin-pêcheur
  5. La Pintade
- M.51, Vocalise-étude en forme de habanera, pour chant et piano (1907)
- M.52, L'Heure espagnole, opéra sur un livret de Franc-Nohain (1907)
- M.53, Sur l'herbe, mélodie pour chant et piano sur un poème de Paul Verlaine (1907)
- M.54, Rapsodie espagnole pour orchestre (1907)
  1. Prélude à la nuit
  2. Malagueña
  3. Habanera (orchestration de la Habanera pour deux pianos de 1895)
  4. Feria
- M.55, Gaspard de la nuit, trois pièces pour piano d'après Aloysius Bertrand (1908)
  1. Ondine
  2. Le Gibet
  3. Scarbo
- M.56, Pavane de la Belle au bois dormant pour piano à quatre mains, d'après le conte de Charles Perrault (1908)
- M.57, Daphnis et Chloé, ballet (1909–12)
- M.57a, Daphnis et Chloé, suite no 1 pour orchestre (1911)
  1. Nocturne avec chœur a cappella ou orchestration seulement
  2. Interlude
  3. Danse guerrière
- M.57b, Daphnis et Chloé, suite no 2 pour orchestre (1912)
  1. Lever du jour
  2. Pantomime
  3. Danse générale
- M.57c, Daphnis et Chloé, suite pour piano (1913)
  1. Danse gracieuse de Daphnis
  2. Nocturne
  3. Interlude et Danse guerrière
  4. Scène de Daphnis et Chloé
- M.58, Menuet sur le nom de Haydn pour piano (1909), composé pour la publication collective Hommage à Joseph Haydn
- M.59, Saint François d'Assise, oratorio pour chanteurs solistes, chœurs et orchestre (1909–10), perdu
- M.60, Ma mère l'Oye, cinq pièces pour piano à quatre mains d'après les contes de Perrault et de Madame d'Aulnoy (1908–10, orchestré en 1911)
  1. Pavane de la belle au bois dormant
  2. Petit Poucet
  3. Laideronnette, impératrice des pagodes
  4. Les Entretiens de la belle et de la bête
  5. Le Jardin féerique
- M.61, Valses nobles et sentimentales pour piano (1911, orchestrées en 1912)
- M.62, Ma Mère l'Oye, ballet d'après la suite pour piano à quatre mains (1911–12) avec deux pièces supplémentaires
- M.63, À la manière de… pour piano (1912–13)
  1. Borodine
  2. Chabrier
- M.64, Trois poèmes de Mallarmé, mélodies pour chant et ensemble instrumental avec piano sur des poèmes de Mallarmé (1913)
  1. Soupir
  2. Placet futile
  3. Surgi de la croupe et du bond
- M.65, Prélude pour piano (1913)
- M.66, Zazpiak-Bat (« Sept en un »), esquisses sur des thèmes basques pour piano et orchestre (1913–14, repris dans le premier mouvement du Concerto en sol en 1930)
- M.67, Trio avec piano, pour violon, violoncelle et piano (1914)
  1. Modéré
  2. Pantoum. Assez vif
  3. Passacaille. Très large
  4. Final. Animé
- M.68, Le Tombeau de Couperin, suite pour piano (1914–17)
  1. Prélude
  2. Fugue
  3. Forlane
  4. Rigaudon
  5. Menuet
  6. Toccata
- M.68a, Le Tombeau de Couperin, orchestration de quatre pièces de la suite pour piano (1919)
  1. Prélude
  2. Forlane
  3. Menuet
  4. Rigaudon
- M.69, Trois chansons, pour chœurs a cappella sur des poèmes de Ravel (1914–15, arrangé pour chant et piano en 1915)
  1. Nicolette
  2. Trois beaux Oiseaux du paradis
  3. Ronde
- M.70, Frontispice pour piano à cinq mains (1918)
- M.71, L'Enfant et les sortilèges, fantaisie lyrique sur un livret de Colette (1917-1925)
- M.72, La Valse, poème chorégraphique pour orchestre (1919–20)
- M.73, Sonate pour violon et violoncelle en quatre parties (1920–22)
  1. Allegro, composé pour le Tombeau de Claude Debussy (1920)
  2. Très vif
  3. Lent
  4. Vif, avec entrain
- M.74, Berceuse sur le nom de Gabriel Fauré pour violon et piano (1922)
- M.75, Ronsard à son âme, mélodie pour chant et piano sur un poème de Pierre de Ronsard (1923–24, orchestré en 1935)
- M.76, Tzigane, rhapsodie pour violon et piano ou violon et orchestre (1924)
- M.77, Sonate pour violon et piano (1923–27)
  1. Allegretto
  2. Blues. Moderato
  3. Perpetuum mobile. Allegro
- M.78, Chansons madécasses, trois mélodies pour voix moyenne (mezzo ou baryton), flûte (aussi petite flûte), violoncelle et piano, sur des poèmes d'Évariste de Parny (1925–26)
  1. Nahandove
  2. Aoua
  3. Il est doux
- M.79, Rêves, mélodie pour chant et piano sur un poème de Léon-Paul Fargue (1927)
- M.80, Fanfare (1927, contribution au ballet composé en commun, L'éventail de Jeanne).
- M.81, Boléro, ballet (1928, réduction pour piano à quatre mains en 1929)
- M.82, Concerto pour la main gauche, pour piano et orchestre (1929–30)
- M.83, Concerto en sol, pour piano et orchestre (1929–31)
- M.84, Don Quichotte à Dulcinée, trois mélodies pour baryton-basse et orchestre, sur des poèmes de Paul Morand (1932–33)
  1. Chanson romanesque
  2. Chanson épique
  3. Chanson à boire
- M.85, Morgiane, oratorio-ballet (1932), esquisses

### Arrangements

#### Harmonisations
- A.6, À vous, oiseaux des plaines, pour chant et piano (1904), chant Grec traditionnel traduit par Michel Dimitri Calvocoressi, perdu
- A.7, Chanson du pâtre épirote, pour chant et piano (1904), chant Grec traditionnel traduit par M. D. Calvocoressi, perdu
- A.8, Mon mouchoir, hélas, est perdu, pour chant et piano (1904), chant Grec traditionnel traduit par M. D. Calvocoressi, perdu
- Cinq mélodies populaires grecques, pour chant et piano (1904–06)
  1. A.9, Chanson de la mariée : Réveille-toi, perdrix mignonne
  2. A.10, Là-bas, vers l'église
  3. A.4, Quel galant m'est comparable
  4. A.5, Chanson des cueilleuses de lentisques : ô joie de mon âme
  5. A.11, Tout gai !
- A.12, Chanson écossaise : Vallons, coteaux du fleuve ami, pour chant et piano (1909)
- A.13, Chanson grecque : Mains qui n'ont pas pu le soleil, pour chant et piano (1909)
- A.17, Chants populaires, pour chant et piano (1910)
  1. Chanson espagnole : Adieu, va mon homme
  2. Chanson française : Jeanneton où irons-nous garder
  3. Chanson italienne : Penchée à ma fenêtre
  4. Chanson hébraïque : Mayerke, mein Sohn
- A.22, Deux mélodies hébraïques, pour chant et piano (1914)
  1. Kaddich : Que ta gloire, ô Roi des rois
  2. L'énigme éternelle : Monde, tu nous interroges

#### Orchestrations
- A.15, Antar, réorchestration partielle (1909) d'après la symphonie de Nikolaï Rimski-Korsakov
- A.18, Prélude pour Le Fils des étoiles, orchestration (1909) de la pièce pour piano d'Erik Satie, perdu
- A.19, La Khovanchtchina, orchestration en partenariat avec Igor Stravinsky (1913) de l'opéra inachevé de Modeste Moussorgski
- A.20, Les Sylphides, orchestration (1914) de pièces pour piano de Frédéric Chopin
  1. Prélude op.28 no 7
  2. Nocturne op.32 no 2
  3. Valse op.70 no 1
  4. Mazurkas, Op. 33 (Chopin) (en) no 2
  5. Mazurkas, Op. 67 (Chopin) (en) no 3
  6. Valse op.64 no 2
  7. Grande Valse brillante op.18
- A.21, Carnaval (Schumann), orchestration (1914) d'après la suite pour piano de Robert Schumann
- A.23, Menuet pompeux, orchestration (1917-1918) de la pièce no 9 des Dix pièces pittoresques d'Emmanuel Chabrier
- A.24, Tableaux d'une exposition, orchestration (1922)  d'après la suite pour piano de Moussorgski
- A.25, Sarabande, orchestration (1922) de la 2e pièce Pour le piano de Claude Debussy
- A.26, Danse, orchestration (1922) de la Tarentelle styrienne de Debussy

#### Réductions
- A.1, La Jeunesse d'Hercule, pour piano à quatre mains (1887) d'après le poème symphonique de Camille Saint-Saëns
- A.3, Margot la Rouge, pour chant et piano (1902) d'après l'opéra de Frederick Delius
- A.14, Nocturnes, pour deux pianos (1902-1909) d'après la suite pour orchestre de Claude Debussy
  1. Nuages
  2. Fêtes
  3. A.2, Sirènes (1902)
- A.16, Prélude à l'après-midi d'un faune, pour piano à quatre mains (1910) d'après le poème symphonique de Debussy

## Classement par genre
Les listes suivantes ne comprennent que les partitions achevées, et uniquement les œuvres originales.

### Opéras
- M.52, L'Heure espagnole, opéra sur un livret de Franc-Nohain (1907)
- M.71, L'Enfant et les Sortilèges, fantaisie lyrique sur un livret de Colette (1917-1925)

### Ballets
- M.57, Daphnis et Chloé, ballet (1909–12)
- M.72, La Valse, poème chorégraphique pour orchestre (1919–20)
- M.81, Boléro, ballet (1928)

### Œuvres pour orchestre
- M.17, Shéhérazade, « ouverture de féerie » (1898)
- M.54, Rapsodie espagnole (1907)
  1. Prélude à la nuit
  2. Malagueña
  3. Habanera (orchestration de la Habanera pour deux pianos de 1895)
  4. Feria
- M.43a, Une barque sur l'océan d'après la pièce no 3 des Miroirs pour piano (1906)
- M.43b, Alborada del gracioso d'après la pièce no 4 des Miroirs pour piano (1918)
- M.57a, Daphnis et Chloé, suite no 1 (1911)
  1. Nocturne avec chœur a cappella ou orchestration seulement
  2. Interlude
  3. Danse guerrière
- M.57b, Daphnis et Chloé, suite no 2 (1912)
  1. Lever du jour
  2. Pantomime
  3. Danse générale
- M.68a, Le Tombeau de Couperin, orchestration de quatre pièces de la suite pour piano (1919)
  1. Prélude
  2. Forlane
  3. Menuet
  4. Rigaudon

### Concertos
- M.76, Tzigane, rhapsodie pour violon et orchestre (1924)
- M.82, Concerto pour la main gauche, pour piano et orchestre (1929–30)
- M.83, Concerto en sol, pour piano et orchestre (1929–31)

### Œuvres pour piano
- M.5, Sérénade grotesque (1892–93)
- M.7, Menuet antique (1895, orchestré en 1929)
- Sites auriculaires, pour deux pianos
  1. M.8, Habanera (1895, intégrée dans la Rapsodie espagnole en 1907)
  2. M.13, Entre Cloches (1897)
- M.19, Pavane pour une infante défunte (1899, orchestrée en 1910)
- M.30, Jeux d'eau (1901)
- M.40, Sonatine (1903–05)
  1. Modéré
  2. Mouvement de menuet
  3. Animé
- M.43, Miroirs (1904–05)
  1. Noctuelles
  2. Oiseaux tristes
  3. Une barque sur l'océan (orchestré en 1906)
  4. Alborada del gracioso (orchestré en 1918)
  5. La Vallée des cloches
- M.55, Gaspard de la nuit, d'après Aloysius Bertrand (1908)
  1. Ondine
  2. Le Gibet
  3. Scarbo
- M.57c, Daphnis et Chloé, suite d'après le ballet de 1913
  1. Danse gracieuse de Daphnis
  2. Nocturne
  3. Interlude et Danse guerrière
  4. Scène de Daphnis et Chloé
- M.58, Menuet sur le nom de Haydn (1909)
- M.63, À la manière de… (1912–13)
  1. Borodine
  2. Chabrier
- M.60, Ma mère l'Oye, cinq pièces pour piano à quatre mains d'après les contes de Perrault et de Madame d'Aulnoy (1908–10, orchestré en 1911)
  1. Pavane de la belle au bois dormant
  2. Petit Poucet
  3. Laideronnette, impératrice des pagodes
  4. Les Entretiens de la belle et de la bête
  5. Le Jardin féerique
- M.61, Valses nobles et sentimentales (1911, orchestrées en 1912)
- M.65, Prélude (1913)
- M.68, Le Tombeau de Couperin, suite pour piano (1914–17)
  1. Prélude
  2. Fugue
  3. Forlane
  4. Rigaudon
  5. Menuet
  6. Toccata
- M.70, Frontispice pour piano à cinq mains (1918)

### Mélodies

#### Œuvres pour chant et piano
- M.4, Ballade de la reine morte d'aimer, sur un poème de Roland de Marès (1893)
- M.6, Un grand sommeil noir, sur un poème de Paul Verlaine (1895)
- M.9, Sainte, sur un poème de Stéphane Mallarmé (1896)
- M.15, Chanson du rouet, sur un poème de Leconte de Lisle (1898)
- M.16, Si morne !, sur un poème de Émile Verhaeren (1898)
- Deux épigrammes de Clément Marot, mélodies pour chant et piano (ou clavecin) sur des poèmes de Clément Marot
  1. M.21, D'Anne qui me jecta de la neige (1899)
  2. M.10, D'Anne jouant l'espinette (1896)
- M.39, Manteau de fleurs, sur un poème de Paul Gravollet (1903)
- M.47, Noël des jouets, sur un poème de Ravel (1905, orchestrée en 1906)
- M.48, Les grands vents venus d'outremer, sur un poème d'Henri de Régnier (1907)
- M.50, Histoires naturelles, sur des poèmes de Jules Renard (1906)
  1. Le Paon
  2. Le Grillon
  3. Le Cygne
  4. Le Martin-pêcheur
  5. La Pintade
- M.51, Vocalise-étude en forme de habanera (1907)
- M.53, Sur l'herbe, sur un poème de Paul Verlaine (1907)
- M.75, Ronsard à son âme, sur un poème de Pierre de Ronsard (1923–24, orchestré en 1935)
- M.79, Rêves, sur un poème de Léon-Paul Fargue (1927)

#### Œuvres pour chant et ensemble instrumental
- M.64, Trois poèmes de Mallarmé, mélodies pour chant et ensemble instrumental avec piano sur des poèmes de Stéphane Mallarmé (1913)
  1. Soupir
  2. Placet futile
  3. Surgi de la croupe et du bond
- M.78, Chansons madécasses, trois mélodies pour soprano, flûte (aussi petite flûte), violoncelle et piano, sur des poèmes d'Évariste de Parny (1925–26)
  1. Nahandove
  2. Aoua
  3. Il est doux

#### Œuvres pour chant et orchestre
- M.41, Shéhérazade, sur des poèmes de Tristan Taithe (1903)
  1. Asie
  2. La Flûte enchantée
  3. L'Indifférent
- M.84, Don Quichotte à Dulcinée, sur des poèmes de Paul Morand (1932–33)
  1. Chanson romanesque
  2. Chanson épique
  3. Chanson à boire

#### Œuvres pour chant a cappella
- M.69, Trois chansons sur des poèmes de Ravel (1914–15, arrangé pour chant et piano en 1915)
  1. Nicolette
  2. Trois beaux Oiseaux du paradis
  3. Ronde

### Musique de chambre
- M.35, Quatuor à cordes (1902–03)
  1. Allegro moderato, très doux
  2. Assez vif, très rythmé
  3. Très lent
  4. Vif et agité
- M.46, Introduction et Allegro, pour harpe, flûte, clarinette et quatuor à cordes (1905)
- M.67, Trio avec piano, pour violon, violoncelle et piano (1914)
  1. Modéré
  2. Pantoum. Assez vif
  3. Passacaille. Très large
  4. Final. Animé
- M.73, Sonate pour violon et violoncelle en quatre parties (1920–22)
  1. Allegro, composé pour le Tombeau de Claude Debussy (1920)
  2. Très vif
  3. Lent
  4. Vif, avec entrain
- M.74, Berceuse sur le nom de Gabriel Fauré, pour violon et piano (1922)
- M.77, Sonate pour violon et piano (1923–27)
  1. Allegretto
  2. Blues. Moderato
  3. Perpetuum mobile. Allegro